# N-02C
docomo STYLE series N-02C（ドコモ スタイル シリーズ エヌ ゼロ に シー ）は、NECカシオ モバイルコミュニケーションズによって開発された、NTTドコモの第三世代携帯電話（FOMA）端末である。docomo STYLE seriesの端末。

## 概要
- docomo STYLE seriesではあるが実質的には2010夏モデルであるdocomo PRIME series N-04Bの後継機種である。ただし、N-04Bのような2軸回転式ではなく、通常の2つ折り端末である。
- カメラ
  - キャッチコピーはNECの2010年夏モデル端末に引き続き「瞬撮」ケータイ。カメラの起動から保存までの一連の動作を高速化し、起動はN-04Bよりさらに約0.1秒短縮された約0.5秒であり、「クイックショット」機能も撮影間隔が約0.6秒に短縮された。
  - PictMagic IVで最適な画質に調整してくれるオート撮影モードは、従来の11種類からペットモードなどが追加され、13種類に増えた。
- 防水・防塵
  - NEC製端末ではN-03B以来となる防水機能（IPX5/IPX8相当）を備えており、また、今回新たに防塵性能（IP5X相当）も備えている。
- ドコモオンラインショップ限定でマイセレクトモデルが用意されている。
- Wi-Fi
  - STYLE seriesの端末としては初めてWi-Fiに対応した。クライアントモードとアクセスポイントモードの2種類に対応する。
  - クライアントモードでは、IEEE802.11n(最大72.2Mbps(2.4GHz帯のみ)の規格に対応)に対応した無線LAN環境があれば、従来端末よりもさらに高速でインターネットを楽しむことができる。
  - アクセスポイントモードでは、本端末をアクセスポイントとして、ゲーム機やパソコンなどのWi-Fi機器等を最大4台までインターネットに繋ぐことができる。
  - その他、DLNAに対応した機器と本端末で静止画や動画をやりとりが可能なメディアスリンク（DLNA）機能や、専用ソフトでQRコードを表示し本端末でQRコードを読み取ることで、保存した静止画や動画などをパソコンに転送できるカンタンデータ転送機能を搭載する。
- ホームUだけでなく、WiFiを使った、IP内線サービスであるPASSAGE DUPLEに対応している。

| 主な対応サービス                   | 主な対応サービス                                                    | 主な対応サービス                       | 主な対応サービス                                 |
| ---------------------------------- | ------------------------------------------------------------------- | -------------------------------------- | ------------------------------------------------ |
| タッチパネル                       | FOMAハイスピード7.2Mbps(受信)／5.7Mbps(送信)                        | Bluetooth                              | DCMX／おサイフケータイ                           |
| iアプリオンライン／地図アプリ      | 直感ゲーム／メガiアプリ                                             | iウィジェット                          | マチキャラ／iコンシェル(※)                       |
| ホームU／ポケットU                 | GPS／ケータイお探し                                                 | デコメール／デコメ絵文字／デコメアニメ | iチャネル                                        |
| 着もじ                             | テレビ電話／キャラ電                                                | ケータイデータお預かりサービス         | フルブラウザ                                     |
| おまかせロック／バイオ認証         | 外部メモリーへiモードコンテンツ移行／ユーザーデータ一括バックアップ | トルカ                                 | iC通信／iCお引越しサービス                       |
| きせかえツール／ダイレクトメニュー | バーコードリーダ／名刺リーダ                                        | 2in1                                   | エリアメール／ソフトウェアーアップデート自動更新 |
| GSM／3Gローミング（WORLD WING）    | 着うたフル／うた・ホーダイ                                          | Music&Videoチャネル／ビデオクリップ    | デジタルオーディオプレーヤー(WMA)(AAC)(SD-Audio) |

※オートGPS対応

## 搭載アプリ
以下のiアプリが購入時に端末にプリインストールされている。
| アプリ名                       | 概要 |
| ------------------------------ | --- |
| コミック／小説ビューア         | 話題のコミックや小説を立ち読みできるアプリ |
| ファミスタワイヤレス FM版      | ユーザー同士の熱い対戦を楽しめる国民的野球ゲーム |
| 音楽パズルルミネス             | 音楽&プレイと連動したパズルゲーム |
| いっしょにデコ                 | お互いのFOMA端末をかざすだけで一緒に撮影した静止画にスタンプやデコレーションができるiアプリタッチ対応アプリ                                                                                           |
| iアバターメーカー              | iアバターを作成するアプリ。 |
| フォト文字クリエイター         | カメラで撮影した画像やデータBOX内の画像に、メッセージやスタンプ画像を貼り付けるなど、画像加工が簡単にできるアプリ                                                                                     |
| ドコモWebメール                | パソコンからも、FOMA端末からも利用できるメールサービス「ドコモWebメール」のアプリ |
| i Bodymo アプリ                | 「歩く」「食べる」など普段やっていることを楽しみながら続けられる健康サポートサービス「i Bodymo（iボディモ）」のアプリ                                                                                 |
| モバイルgoogleマップ           | Googleマップを表示して地域情報やストリートビューなどを表示できるアプリ |
| 日英版しゃべって翻訳 for N     | 音声入力により、主に旅行で使われる言葉を日本語から英語、英語から日本語に翻訳するアプリ |
| Gガイド番組表リモコン          | テレビ番組表の表示やAVリモコンの機能を持ったアプリ |
| iD設定アプリ                   | おサイフケータイを使った、クレジット決済サービスiDの設定アプリ |
| DCMXクレジットアプリ           | NTTドコモが提供するクレジットサービス、DCMXの設定アプリ |
| モバイルSuica登録用iアプリ     | モバイルSuica契約用のiアプリ |
| iアプリバンキング              | モバイルバンキングを簡単に利用するためのアプリ |
| マクドナルド トクするアプリ    | 日本マクドナルドのかざすクーポンなどを利用するためのアプリ |
| 地図アプリ                     | GPSを利用して、目的地の検索や交通手段を使ったルートを表示するアプリ |
| 楽オク☆アプリ                  | 楽天オークション用のアプリ |
| iWウォッチ                     | iウィジェット画面でグラフィカルに時計や電池残量を確認することができるアプリ |
| Start! iウィジェット           | iウィジェットの使い方をムービーで見ることができるiアプリ |
| お天気予報ウィジェット for N   | 登録地域の雨レーダーと今日・明日の天気をいつでもチェックできるアプリ |
| 駅探 乗換案内                  | 発到着駅を入力するだけで最適経路を案内する駅探謹製のiウィジェット |
| ROID ウィジェット2             | モバイルサイト「ROID」の更新情報などを通知してくれるiウィジェット。 |
| 株価アプリ                     | 指定銘柄の株価情報を表示するアプリ。 |
| かざす請求書                   | 毎月のドコモの利用料金の情報をおサイフケータイに取得し、請求書が無くてもコンビニエンスストアで決済できるアプリ。（本サービスはセブン-イレブンのみ対応。そのため、電子マネー「nanaco」での支払も可能） |
| FOMA通信環境確認アプリ         | FOMAハイスピードエリアやマイエリアを利用できるかを確認することができるiアプリ。 |
| ドコモ料金案内                 | 通話料やパケット通信料の履歴を確認できるアプリ。 |
| モバイルAMCアプリ              | おサイフケータイを利用して、ANAの各種サービスが利用できるアプリ。 |
| ビックポイント機能付きケータイ | おサイフケータイを利用して、ビックカメラの「ビックポイントカード」として利用できるアプリ。 |
| ヨドバシゴールドポイントカード | ヨドバシカメラの「ヨドバシゴールドポイントカード」として利用できるアプリ。 |

## 歴史
- 2010年11月8日 - NTTドコモより発表。
- 2010年11月18日 - 全国一斉販売開始。
- 2010年12月7日 - マイセレクトモデルのオンライン販売を開始。

## 不具合
2010年12月13日に以下の不具合の修正がソフトウェアアップデートによって行われた。
- 着信音など、音が鳴らない場合がある。

2011年2月10日に以下の不具合の修正がソフトウェアアップデートによって行われた。
- メール受信時、サブディスプレイに送信元などの情報が表示されない場合がある[1]。